# Las Flaviadas
Las Flaviadas son sesiones semanales de apreciación musical  realizadas desde los años de 1930 en el barrio de Sopocachi de la ciudad de La Paz, Bolivia. Fueron iniciadas por Flavio Machicado Viscarra, amante y divulgador de música clásica.

## Historia
En 1916, mientras Machicado Viscarra se encontraba realizando sus estudios en EE. UU., compró su primer gramófono, comenzando así su pasión por la música:

"Encontrándome en la playa… Un día caminaba, escuché una melodía a lo lejos…Me aproximé al lugar, encontré que salía de un aparato de sonido y, como tenía dinero, compré uno de inmediato"
Flavio Machicado Viscarra

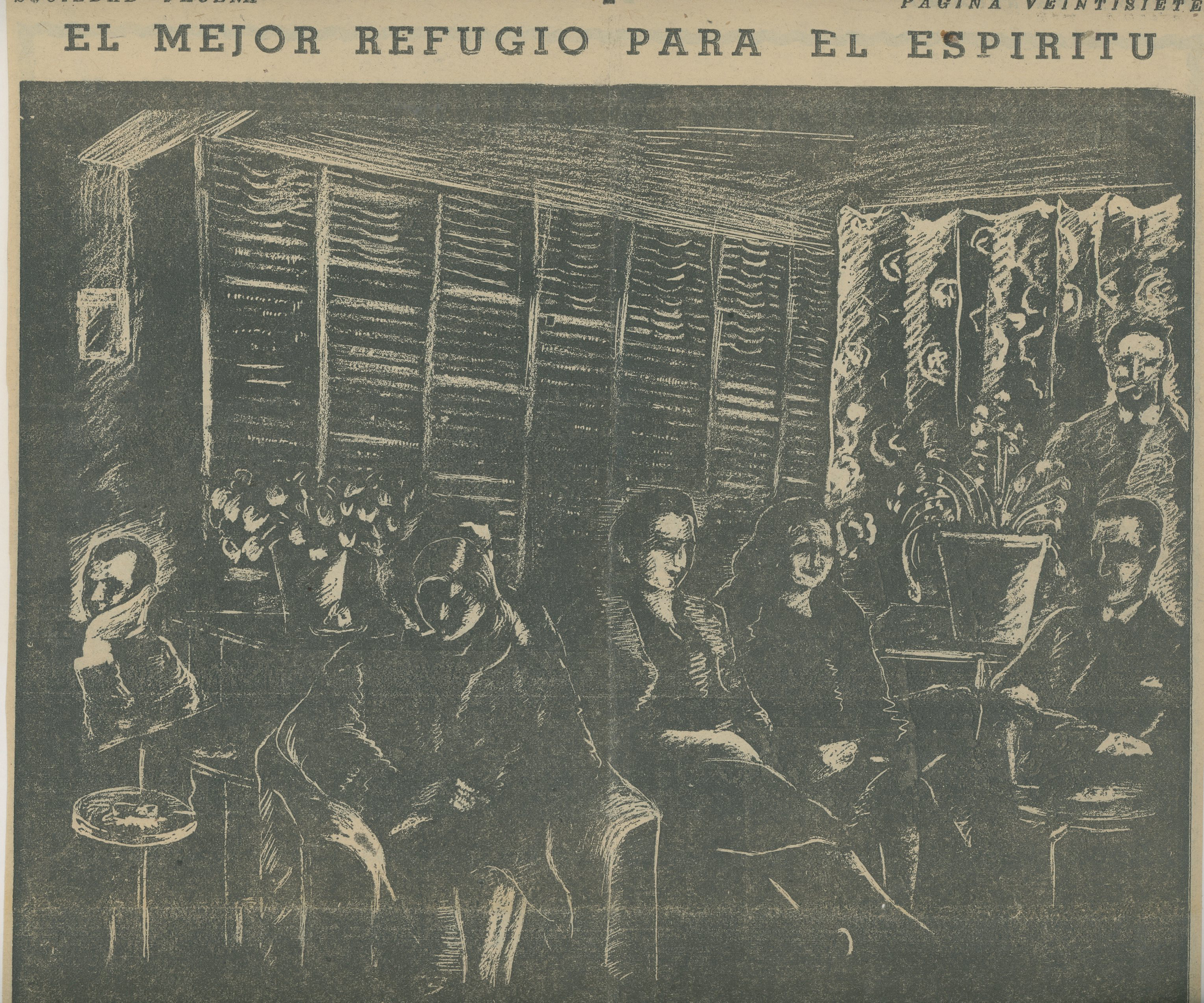
Dibujo de los asistentes a una de las sesiones de Las Flaviadas, realizado por C. Guzmán de Rojas.

Una de sus sesiones personales de audición de música clásica, se convirtió casi accidentalmente en la primera Flaviada:

"Una noche calurosa en Boston en 1916, al terminar de saborear uno de mis discos de pasta en la ventana de mi cuarto, me sorprendió una ovación cerrada: mis vecinos, habían disfrutado de aquel momento en completo silencio… Podría considerarse la primera Flaviada"
Flavio Machicado Viscarra

Retornó a Bolivia en 1922 y en 1938, pasada la Guerra del Chaco, estableció sesiones regulares de apreciación musical:las Flaviadas en su domicilio de la avenida Ecuador, en el barrio de Sopocachi de La Paz. Desde entonces, los amantes de la música clásica disfrutan cada sábado una noche de cultura.
A las sesiones lideradas por Machicado asistieron numerosos personajes de la vida política y artística en La Paz, entre ellos Marina Núñez del Prado, Óscar Cerruto, Yolanda Bedregal, Marcelo Quiroga Santa Cruz, Carlos Ponce,  Walter Montenegro y Cecilio Guzmán de Rojas, este último le dedicó una obra.

## Fundación Flavio Machicado Viscarra

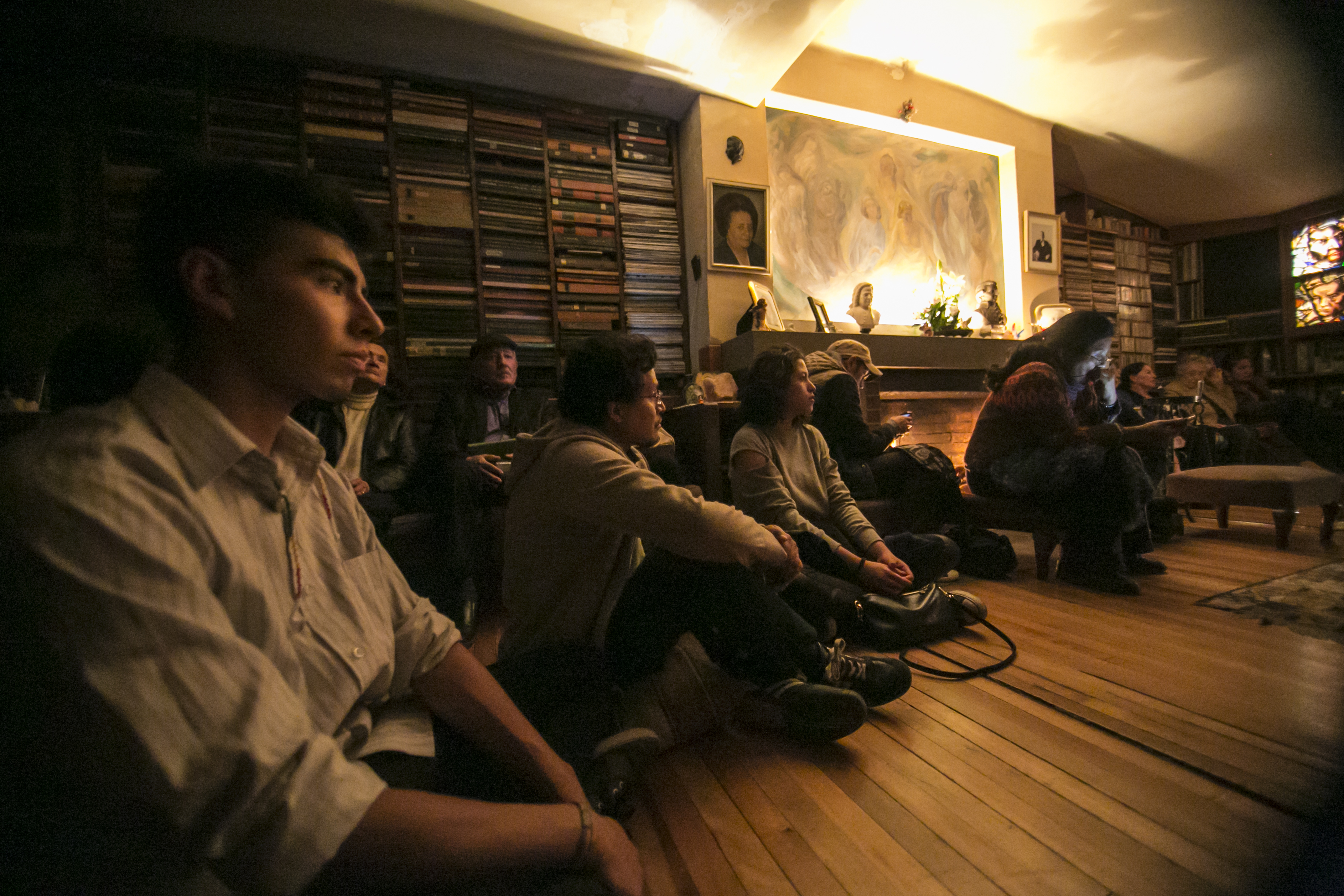
Público durante una sesión de Las Flaviadas

Sobre la tradición de Las Flaviadas y la colección de discos de 78 RPM y 33 RPM se creó la Fundación Flavio Machicado Viscarra (FFMV), que se concentra en la preservación y crecimiento de la tradición paceña de Las Flaviadas y la difusión cultural alrededor de los diferentes materiales que Flavio conservó y heredó a lo largo de su vida: libros, documentos, fotografías y periódicos. 
El principal programa de la Fundación es promover el libre acceso a la información desarrollando actividades que fomenten la lectura, la creatividad y la investigación. 

## Colecciones
Actualmente una colección de 20.000 libros es catalogada y cada jueves y viernes está abierta para ser consultada gratuitamente.
En los últimos años la Fundación recibió donaciones de las colecciones privadas de personalidades paceñas como Jaime Saenz, Arturo Orías, Marcelo Urioste, Gerardo Killmann, Aida Loza, la familia Aston, Sergio Delgado, Carlos Rosso y la Fundación Cajías.

En el año 2016 se celebró el centenario con la presentación del libro Las Flaviadas y diversas actividades.
"La colección de 78 RPM incluye grabaciones de Enrico Caruso, Feodor Chaliapin, Marian Anderson y Maggie Teyte, además de óperas completas de Jorge Federico Händel como “Alcina”, “Julio Cesar”, “Salomon” o “Theodora”. Existe también una treintena de discos nacionales en este formato entre los que se incluye el Himno Nacional cantado por la soprano boliviana María Paz Gainsborg, una de las primeras grabaciones hechas en el país. No creo que sea una exageración pensar que en Bolivia esta colección es probablemente única".

## Premios y reconocimientos
- Patrimonio paceño (2014)[7][8]

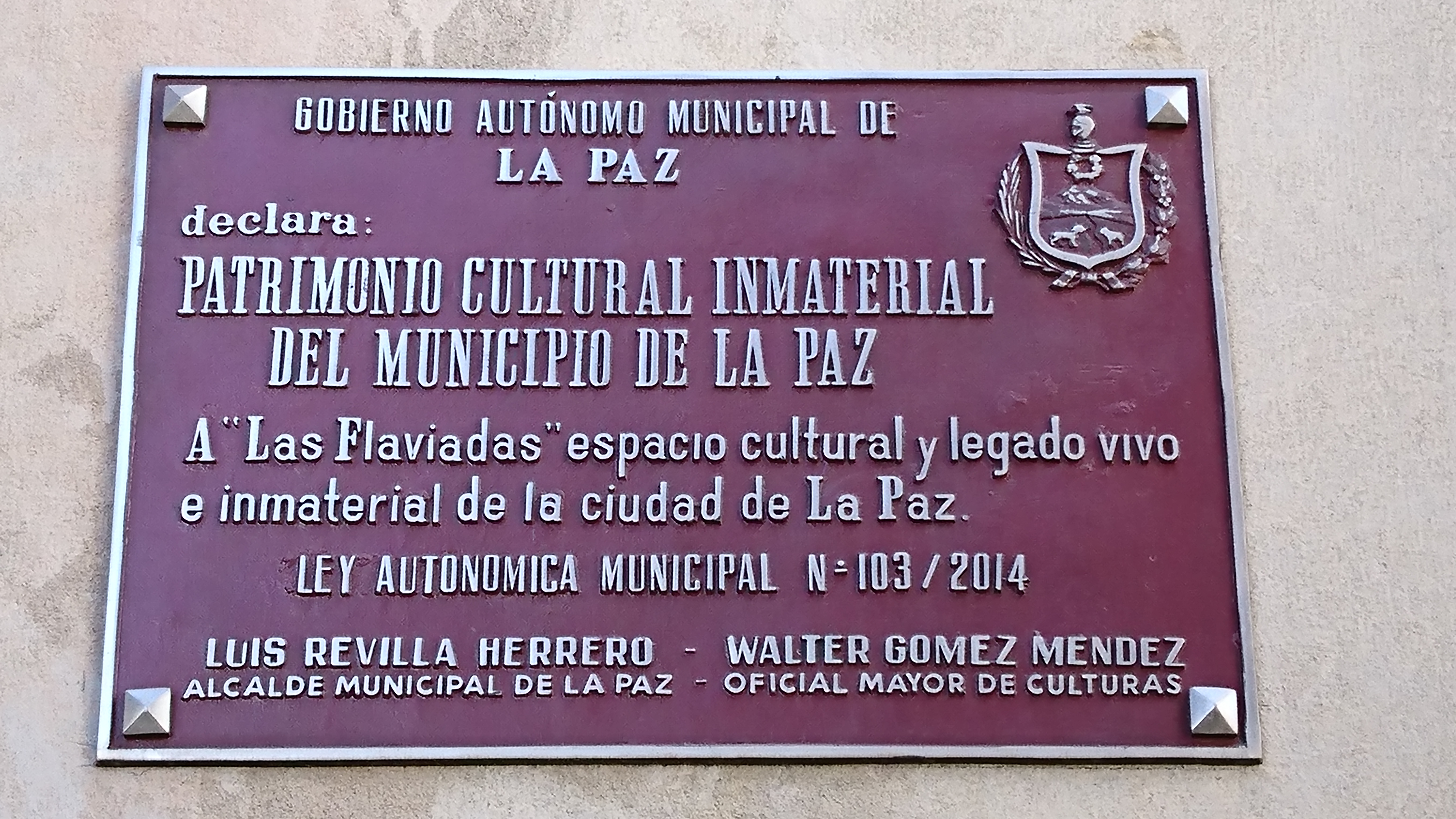
Plaqueta de Declaratoria de Patrimonio Inmaterial, otorgada por el GAMLP en 2014.

- Película sobre los 100 años de Las Flaviadas[9]